# Kaj Hansen (football, 1940)
Pour les articles homonymes, voir Kaj Hansen et Hansen.
Kaj Hansen est un footballeur danois né le 16 août 1940 à Copenhague et mort le 2 juillet 2009. Il évoluait au poste de défenseur.

## Biographie

### En équipe nationale
International danois, il reçoit 7 sélections en équipe du Danemark entre 1963 et 1967. 
Il joue son premier match en équipe nationale le 19 mai 1963 contre la Hongrie et son dernier le 24 septembre 1967 contre la Norvège.
Il fait partie du groupe danois lors de l'Euro 1964, disputant les deux matchs de la phase finale.

## Carrière
- 1960-1967 :  BK Frem
- 1968 :  Washington Whips
- 1969 :  Helsingborgs IF
- 1970-1972 :  Fagersta Södra IK